# Joan Barot i Olivé
Joan Barot i Olivé (la Garriga, 23 de març de 1942) és un mestre català.
Cursà estudis a l'escola Sant Lluís Gonzaga que dirigia el seu pare, Manuel Barot. Portat per la seva vocació, l'educació dels infants, seguí estudis de Magisteri i començà a exercir a la Garriga. Tres anys més tard es va traslladar a Barcelona i va treballar a l'Escola Pere Vila. S'uní seguidament al projecte educatiu endegat pel seu pare a l'Acadèmia Sant Lluís del Poblenou, que el 1973 es fusionaria amb el Col·legi Puríssim Cor de Maria. Va néixer així l'Escola Grèvol, de la direcció de la qual Joan Barot es feu càrrec amb 30 anys.
Des d'un primer moment va fer efectiva la coeducació i inicià l'ensenyament del català. També orientà l'ideari de l'escola envers l'educació integral dels alumnes i la promoció dels valors de l'humanisme cristià dins del respecte pel pluralisme. Formà part d'una de les primeres associacions de pares de la ciutat. El 1995 va promoure la creació d'una cooperativa educativa mixta que es va iniciar amb quinze membres i que el curs 2006 va arribar a tenir 38 professors socis de treball i 415 famílies sòcies de consum. Des de la fundació de l'escola Grèvol, Joan Barot hi ha treballant de mestre i director, i com a president del Consell Rector de la cooperativa. Dins del seu objectiu de constant innovació pedagògica, ha promogut programes per millorar el domini de l'anglès i la utilització de les noves tecnologies per part dels alumnes. La seva tasca ha contribuït a fomentar l'esperit cooperatiu al Poblenou. El 2007 va rebre la Medalla d'Honor de Barcelona. L'1 de setembre de 2009 es jubilà.